# 夕月 (シンガーソングライター)
夕月（ゆづき、2000年10月5日 - ）は日本の女性歌手でありシンガーソングライターである。元アイドル。長崎県生まれ、沖縄県育ち。旧芸名は栗本 柚希（くりもと ゆずき）。元スターダストプロモーション所属。

## 概要
かつては「栗本 柚希」（くりもと ゆずき）という芸名で芸能事務所スターダストプロモーションに所属しアイドル活動を主に行っていた。
2014年3月15日・16日に開催されたももいろクローバーZの国立競技場でのライブ「ももクロ春の一大事2014 国立競技場大会 〜NEVER ENDING ADVENTURE 夢の向こうへ〜」にアイドル育成グループ3B juniorのメンバーとしてバックダンサーを務めた。同年11月1日よりアイドルグループとしての3B juniorの本格活動が始まった。
3B junior以外にも3B junior内ユニット「リーフシトロン」、フジテレビNEXT音組のきくち伸（きくちP）が手掛けていた3B juniorがレギュラー出演する音楽番組『清塚信也のガチンコ3B junior』（フジテレビNEXT）より誕生した「ガチンコ3」及びガチンコ3から派生したギターデュオ「栗もえか」に所属していた。
2018年11月13日の公演を最後にアイドル活動を卒業、スターダストプロモーションを退所し芸能界を引退していたが、2023年10月5日、シンガーソングライター「夕月」（ゆづき）と改名して芸能活動を再開した。

## 人物
※ 以下は栗本柚希名義の時の情報である。
- ニックネーム：くりりん[7]。
- 趣味：ダンスすること、音楽を聴くこと[2]。
- 特技：人の真似をすること[2]。
- 習い事：水泳（3歳～小2）、ダンス（小2～）[7]。
- チャームポイント：誰よりも最強ななで肩と小さい耳[7]。
- 好きな食べ物：すし（サーモン）[8]、ミルクフランスパン、チョコレートはホワイト派[2]。
- 好きなアニメ：名探偵コナン[9]。
- 好きなキャラクター：ミニオン[2]。
- 好きなアイドル：ももいろクローバーZ。推しメンは玉井詩織。

## 略歴

### 「栗本柚希」名義

#### 2013年
- 12月 - 東京都港区・品川ステラボールにて、澪風、中原咲耶、葉月智子、小島はな、市川優月、鈴木萌花、播磨怜奈らとスターダストプロモーションのオーディション第一審査を受ける[10]。

#### 2014年
- 3月15日・16日 - ももいろクローバーZ「ももクロ春の一大事2014 国立競技場大会 〜NEVER ENDING ADVENTURE 夢の向こうへ〜」（場所：東京都新宿区・国立競技場）に3B juniorのメンバーとして出演しバックダンスを披露。3B juniorとしての初出演となった。（ただし3B junior本格結成前のため、3B juniorのメンバー名は紹介されていない。）
- 11月1日 - アイドルグループとしての3B juniorの本格活動を開始。
- 11月5日 - 3B juniorオフィシャルブログ開設(同年11月5日)。同日、ブログタイトル「栗本柚希です♪♪」を初投稿[11]。
- 11月8日 - フジテレビ『MUSIC FAIR』に3B juniorのメンバーとして出演。「七色のスターダスト」で南こうせつ、ももいろクローバーZと共演。これが初めてのテレビ出演となる[12]。
- 11月24日 - ももいろクローバーZ「女祭り2014 ～Ristorante da MCZ」の男性限定ライブビューイング「女祭り2014 メンズ限定非公式のぞき見大会『サンクチュアリ』」（場所：東京都千代田区・東京国際フォーラム）のオープニングアクトに3B juniorのメンバー及びDNA選抜メンバーとして出演。DNA選抜ではももいろクローバーZの「DNA狂詩曲」をカバーし初披露[13]。
- 12月6日 - 「ももクリ2014事前物販」（場所：千葉県・幕張メッセ）の有料観覧ステージに現3B juniorとして出演。
- 12月8日 - 3B juniorメンバーの葉月智子と栗本柚希からなる3B junior内2人組ユニット「リーフシトロン」結成[14]。

#### 2015年
- 1月8日 - スターダストプロモーション芸能3部による、ふじいとヨメの7日間戦争にて「俺の3B junior in 日本青年館（スタート）」（場所：東京都新宿区・日本青年館）に出演。これが現3B juniorの初めての単独公演となる。リーフシトロン初お披露目。デビュー曲「ゆめかなエール」を初披露[15]。
- 1月25日 - 3B junior初の冠番組である、「3B junior の星くず商事」（BS朝日）にレギュラーとして出演開始[注 2]。
- 4月25日 - 3B junior 第1回定例公演（場所：埼玉県・西武園ゆうえんち）に出演。この日から3B juniorの定例公演が始まる[4]。
- 5月30日 - はちみつロケットとリーフシトロンでフリーライブを実施・出演（場所：埼玉県さいたま新都心・けやきひろば）。これが初めてのフリーライブとなる[4]。
- 6月16日 - テレ朝動画LoGiRL 『川上アキラの人のふんどしでひとりふんどし』#13「3B juniorが女神・高城れにを語る！」に3B juniorのメンバー奥澤レイナと出演。これが初めてのLoGiRLへの出演となる。
- 7月11日 - 3B junior 第6回定例公演（場所：埼玉県・西武園ゆうえんち）でリーフシトロン2番目のオリジナル曲「たんぽぽ」を初披露[4]。
- 7月26日 - 「ももいろクローバーZ桃神祭2015事前物販」（場所：千葉県・幕張メッセ）の特設ステージに3B juniorのメンバーとして出演。
- 7月31日 - 「ももいろクローバーZ桃神祭2015」（場所：静岡県・エコパスタジアム）のAGOフェスあごの先端ステージに3B juniorのメンバーとして出演。
- 7月31日,8月1日 - 「ももいろクローバーZ桃神祭2015」（場所：静岡県・エコパスタジアム）に3B juniorのメンバーとして出演。バックダンスを披露。
- 8月2日 - 「TOKYO IDOL FESTIVAL2015」（場所：東京都港区・お台場・青海周辺エリア）に3B juniorのメンバーとして出演。これがTOKYO IDOL FESTIVALへの初めての出演となる[4]。
- 8月4日 - 「a-nation island　『GIRLS' FACTORY 15』 DAY2」（場所：東京都渋谷区・国立代々木競技場第一体育館）に3B juniorのメンバーとして出演。
- 8月14日 - 3B juniorのホールコンサート「浅草大歌謡ショー」(場所：東京都台東区・浅草公会堂)に出演。この日、初披露された全体曲「Stardust Fantasia」において初めてソロパートを歌う[16]。
- 10月3日 - 3B junior 第10回定例公演（場所：埼玉県・西武園ゆうえんち）で行われた自身のお誕生日会では、しおりの「Smile」をカバーしソロで披露[17]。
- 10月13日 - テレ朝動画LoGiRL『川上アキラの人のふんどしでひとりふんどし』#26「ももクリ2015の注意映像を公開！」に単独で出演。これが初めてのLoGiRLへの単独出演となる。
- 11月14日 - 3B junior 第12回定例公演（場所：埼玉県・西武園ゆうえんち）でリーフシトロン3番目のオリジナル曲「青春ペダル」を初披露[4]。
- 12月19日 - 雑誌「OVERTURE」No.005（12月19日発売、徳間書店）の特集「3B juniorパーフェクトガイド」のインタビューで今後の目標は？という記者の質問に「ホント小さくてもイイよね。路上ライブとか。」と答えている[18]。
- 12月27日 - 3B juniorのホールコンサート「季節はずれのX'MAS PARTY」(場所：東京都港区・品川ステラボール)に出演。この日、初披露された全体曲「ベリメリ・クリスマス」で初めて落ちサビをソロで歌う[15]。

#### 2016年
- 1月14日 - リーフシトロン単独フリーライブを実施・出演（場所：東京都豊島区・東武百貨店池袋店）。これがリーフシトロン単独として初めてのフリーライブとなる[4]。
- 1月19日 - リーフシトロン単独フリーライブを実施・出演。ももいろクローバーZの「いつか君が」をカバーし初披露（場所：東京都千代田区・ニッポン放送イマジンスタジオ）[4]。
- 1月19日 - テレ朝動画LoGiRL 『川上アキラの人のふんどしでひとりふんどし』#36「ももクロの舞台裏を暴露！」にリーフシトロンとして葉月智子と出演。これがリーフシトロンとして初めてのLoGiRLへの出演となる。
- 3月28日 - マジェスティックセブンとリーフシトロンで興業ライブ（場所：東京都渋谷区・原宿アストロホール）を実施・出演。ももいろクローバーZの「CONTRADICTION」をカバーし初披露[4]。
- 5月3日 - 3B junior 第14回定例公演（場所：東京都渋谷区・山野ホール）で高校生組で栗本曲と呼ばれる「原色エモーション」を初披露[4]。
- 5月19日 - 『清塚信也のガチンコ3B junior』（CS放送フジテレビNEXT)第2回放送に出演。kiroroの「Best Friend」をカバーしソロで披露[19]。
- 7月16日 - ニッポン放送主催「ミュージックパーク ～Girls ＆ Music Theater Vol.2～」（場所：東京都新宿区・新宿ReNY）にリーフシトロンとして出演。これがリーフシトロン初の対バンライブとなる[20]。
- 8月1日 - 「a-nation island　『GIRLS' FACTORY 16』 DAY3」（場所：東京都渋谷区・国立代々木競技場第一体育館）に3B juniorのメンバーとして出演。
- 8月5日～7日 - 「TOKYO IDOL FESTIVAL2016」（場所：東京都港区・お台場・青海周辺エリア）に3B juniorのメンバーとして出演[21]。
- 8月14日 - 3B juniorのホールコンサート「浅草大歌謡ショー〜2016リベンジの夏〜」(場所：東京都台東区・浅草公会堂)でリーフシトロン4番目のオリジナル曲「玉乗りピエロとアールグレイ」を初披露。衣装も一新[22]。
- 8月20日 - 第17回定例公演フリーイベント「3B junior アルバム発売イベント“真夏のベストふぃふてぃーん”」（東京都文京区・ラクーア・ガーデンステージ）に出演。ベストふぃふてぃーんでは、ファン投票の結果、第15位「原色のエモーション（高校生ユニット）」、第13位「CONTRADICTION（リーフシトロン）」、第10位「いつか君が！（リーフシトロン）」、第7位「DNA狂詩曲（DNA選抜メンバー）」、第6位「たんぽぽ（リーフシトロン）」、第5位「青春ペダル（リーフシトロン）」、第4位「玉乗りピエロとアールグレイ（リーフシトロン）」、第3位「ゆめかなエール（リーフシトロン）」25971票という圧倒的強さを見せつけた。ユニット別では「ゆめかなエール」がトップという結果になった[23]。
- 9月5日 - 「3B junior初！！高校生だけのナイトLIVE」(場所：東京都豊島区・シアターグリーン)に出演。3B juniorに在籍する高校生11名（葉月智子、奥澤レイナ、中村優、雨宮かのん、うらん、内山あみ、華山志歩、澪風、栗本柚希、斎藤夏鈴、内藤るな）のみでライブを行うのは、これが初めてとなる。ソロ曲のコーナーではJUJUの「夜を止めないで」をカバーし初披露[24]。
- 9月6日 - リーフシトロン単独ライブ第1部「晩夏のごあいさつ」(場所：東京都豊島区・シアターグリーン BASE THEATER)を実施・出演。これがリーフシトロン単独として初めての興業ライブとなる[24]。
- 9月6日 - リーフシトロン単独ライブ第2部「アンプラグド・リーフシトロン」(場所：東京都豊島区・シアターグリーン BASE THEATER)を実施・出演。ギタリストの植田浩二をゲストに招きアンプラグドに初挑戦、観客を魅了した。このとき、栗本柚希、ギターに強く惹かれる[24]。
- 10月21日 - リーフシトロン路上ライブ vol.1(場所：埼玉県・大宮駅西口アルシェ前(2Fコンコース))を実施。念願の初路上ライブとなる[25]。
- 10月30日 - 3B junior 第20回定例公演（場所：神奈川県・神奈川県立県民ホール）で行われた自身のお誕生日会では、DREAMS COME TRUEの「決戦は金曜日」をカバーしソロで披露[26]。
- 11月10日 - リーフシトロン路上ライブ vol.3(場所：埼玉県・大宮駅西口アルシェ(1Fソフマップ前))を実施。「リーフシトロンの歌」を初披露[27]。
- 12月14日 - 「3B juniorナイト」(場所：東京都豊島区・シアターグリーン BIG TREE THEATER)に出演。3B juniorに在籍する高校生11名（葉月智子、奥澤レイナ、中村優、雨宮かのん、うらん、内山あみ、華山志歩、澪風、栗本柚希、斎藤夏鈴、内藤るな）のみでライブを行う。ソロ曲のコーナーではBoAの「メリクリ」をカバーし初披露。会場中に響き渡る声で観客を魅了した[28]。
- 12月15日 - 「真冬の大決闘」～クリスマスなんて大っキライ！！に出演。(場所：東京都豊島区・シアターグリーン BIG TREE THEATER)に出演。3B junior内のユニット対抗戦でリーフシトロンが葉月智子が喉不調の中、涙の優勝[25]。
- 12月31日 - ガチンコ3/3B seniorサロンコンサート(場所：神奈川県・パシフィコ横浜国立大ホール)に3B seniorとして雨宮かのん、うらん、奥澤レイナ、斎藤夏鈴、中村優、葉月智子、華山志歩、澪風らと出演。同番組のプロデューサー・きくちPから高評価を得る[29]。

#### 2017年
- 2月23日 - 『清塚信也のガチンコ3B junior』（CS放送フジテレビNEXT）第11回放送に3度目の出演。イルカの「あの頃のぼくは」を歌い、清塚信也、今井マサキから賞賛、プロデューサーのきくちPから満点をもらう[29][30]。
- 2月27日 - 「Takanori Music Revolution」（CS放送フジテレビNEXT）第5回放送の『Re:PRODUCTS』にリーフシトロンとして出演。キーボーディスト宗本康兵と共演。「INVOKE」(T.M.Revolution)をバラードで歌う。これもまた好評価であった。T.M.Revolution西川貴教とのトークもあり。このとき西川貴教と「INVOKE」の弾き語りが出来るようになったら再度出演させてもらう約束をする[29][30]。
- 3月10日 - リーフシトロン路上ライブ vol.4(場所：埼玉県・大宮駅西口アルシェ前(1Fソフマップ前))を実施。後半2曲、音組の協力を得て、ゲストにキーボーディスト宗本康兵を迎え「INVOKE」(T.M.Revolution)と「ゆめかなエール」を歌う[29][31]。
- 3月20日 - 「キラメキ ミュージックスター」（FM NACK5）(場所：埼玉県・大宮駅西口アルシェ(5F HMV内スタジオ))に出演。これが初めてのラジオ出演となる[32]。
- 3月24日 - リーフシトロン路上ライブ vol.5(場所：埼玉県・大宮駅西口アルシェ前(1Fソフマップ前))を音組とタイアップし、ゲストにギタリスト植田浩二を迎え実施。栗本柚希と葉月智子の弾き語りで「夢の中へ」を初披露。植田浩二、栗本柚希、葉月智子の弾き語りで「たんぽぽ」も披露した[29][32]。
- 3月30日 - ガチンコ3コンサート「ガチンコ3の1」(場所：東京都中央区・ヤマハホール)のアンコールステージにサプライズ出演。栗本柚希が初めて作詞した「扉の向こう」を初披露。リハーサルでは感極まり演奏を一旦中断するほどの大泣きをする[29][33]。
- 5月21日 - 「H.I.P.×シブヤテレビジョン presents チョコレート バナナ、スペシャルサンデー!!」(場所：東京都渋谷区・TSUTAYA O-WEST、TSUTAYA O-nest)に出演。栗本柚希、葉月智子の弾き語りで「夢の中へ」、「たんぽぽ」を披露。これが対バンにおける初めての弾き語り披露となる。このとき初めて譜面を見ずに演奏する[34]。
- 5月25日 - 『坂崎幸之助のももいろフォーク村NEXT』第71夜「第2回ほぼたまいコンサート」（CS放送フジテレビNEXT)にシークレットゲストとして出演。玉井詩織（ももいろクローバーZ）、伊藤千由李（チームしゃちほこ）と「愛ですか?」（玉井詩織）、「涙目のアリス」（玉井詩織）、「奏」（スキマスイッチ）を歌う。番組後半では玉井詩織（ももいろクローバーZ）、伊藤千由李（チームしゃちほこ）、たこやきレインボー、そして「ようこそジャパリパークへ」のどうぶつビスケッツ×PPPらと「青春賦」（ももいろクローバーZ）を歌う。「夢見てるみたい...尊敬する玉井さんとちゆりちゃんと一緒に歌うことができて」と語っている[29][35]。
- 6月22日 - 『3B junior栗本柚希×ガチンコ3へきくちから』（CS放送フジテレビNEXT)に出演。この番組を持って栗本柚希が正式にガチンコ3に加入。ガチンコ3のメンバーとして番組中「扉の向こう」と「sigh of love」を歌う。「これから栗本柚希は、ガチンコ3としての活動が始まります。リーフシトロン、3B junior、ガチンコ3として頑張っていきますので応援宜しくお願いします！！たくさんの方へ恩返しが出来るように頑張っていきます。」と語っている[29][36]。尚、ガチンコ3は2016年7月14日放送の「清塚信也のガチンコ3B junior」で発表された選抜ユニットであり、栗本柚希は11ケ月遅れで掴んだ選抜ユニット入りとなる。
- 7月13日 - 『清塚信也のガチンコ3B junior』（CS放送フジテレビNEXT)第16回放送に5度目の出演。スキマスイッチの「奏」を歌う。清塚信也「このまま一緒にステージに立ちたい」、今井マサキ「シンガーとして素晴らしい」、プロデューサーのきくちPは「柚希、圧勝」と語っている[29][37]。
- 7月13日 - 『坂崎幸之助のももいろフォーク村ちょいデラックス』 第73夜「百田夏菜子生誕祭」（CS放送フジテレビNEXT）に前座として出演。桐嶋ノドカと「Chandelier」（シーア）を歌う。「桐嶋さん、歌も表情も細かいところまでがかっこよくてすごく勉強になりました！本番終わったあと涙が止まりませんでした。」と語っている[29][38]。
- 7月15日 – GIRLS’ FACTORY NEXT DAY2 第１部 ガチンコ3コンサート「ガチンコ3 4の2」にガチンコ3のメンバーとして、第２部 コアラ.ガールズ フェス「Co. à la FACTORY」にリーフシトロンとして出演。「ガチンコ4の2」は栗本柚希がガチンコ3加入後初のコンサートとなる。栗本柚希作詞第二弾「大好き 君が」も初披露。第2部ではリーフシトロン6番目のオリジナル曲「涙雨で咲いた花」（作詞：葉月智子）を初披露。「たくさんのゲストの方とライブができてとても嬉しかったです。どのブロックも体が自然とぶんぶん動いて楽しかったです。」と語っている[29][39]。
- 8月25日～26日 - ももいろクローバーZ佐々木彩夏のソロコンサート「AYAKA-NATION 2017 in 両国国技館」（場所：東京都墨田区・両国国技館）に3B juniorとして出演。栗本柚希が演じたハンバーガーボーイには絶賛の声が多数寄せられた[29][40][41]。
- 10月8日 - ガチンコ3学園祭コンサート「ガチンコ4の3」(場所：東京都八王子市・日本工学院八王子専門学校 片柳記念ホール)にガチンコ3のメンバーとして出演。アンコールステージにて栗本柚希作詞第三弾「晴れるかな」の冒頭を初披露。「前々日朝もらった音源に前日詞を書いて当日朝アカペラで歌った。」とプロデューサーのきくちPに絶賛された[29][42]。
- 12月10日 - AKB48グループのライブイベント「第7回 AKB48紅白対抗歌合戦」（場所：東京都文京区・TOKYO DOME CITY HALL）に出演。48グループ総監督で今回の紅組キャプテン横山由依とSiaの「Chandelier」をデュエット。歌唱力を絶賛する声が多数寄せられた[29][43]。歌の披露の後、司会の堺正章に感想を聞かれた際に今まではNMB48キャプテンで今回の白組キャプテン山本彩が推しメンであったが、横山に推し変すると宣言した。横山からは推し増しでもよいと言われたが、推し変すると改めて発言した。
- 12月31日 - 「ゆく桃くる桃」へのカウントダウンコンサート 第1部 ガチンコ3コンサート「ガチンコ4の4」 第2部 Co.a la FACTORY(場所：神奈川県・パシフィコ横浜国立大ホール)に出演。初のソロコンサートも。栗本柚希自身初めてのソロ曲、栗本柚希作詞第四弾「シーソー」も初披露。ここでもまた栗本柚希の歌唱力を絶賛する声が多数寄せられた[29][44]。

#### 2018年
- 2月15日 - 『坂崎幸之助のももいろフォーク村NEXT』第81夜 ももクロアンプラグド「ももクロと坂崎とダウンタウンももクロバンドの夕べ」再演（場所：東京都江東区・Zepp DiverCity）の開演前 お台場フォークゲリラに「栗もえか」として出演。新ユニット「栗もえか」としての活動が始まる[29]。
- 3月10日 - 月刊アイドル祭 VOL.7（場所：東京都江東区・フジさんのヨコ（フジテレビ本社屋7F））にリーフシトロンとして出演。リーフシトロン7番目のオリジナル曲「夢見がちバニー」を初披露。新曲「夢見がちバニー」について「今までのリーフシトロンとは違う雰囲気で、セリフがあったり、振り付けも大人っぽく、この曲は世界観を大事に磨いていきたいです✨」と語っている[45]。
- 3月27日 - ガチンコ3コンサート「ガチンコ4の5」(場所：東京都渋谷区・Mt.RAINIER HALL SHIBUYA PLEASURE PLEASURE)にガチンコ3のメンバーとして出演。栗もえかコンサートでは栗本柚希作詞第五弾「弱い虫」、川嶋あいさん、宗本康兵さんとのコラボ曲「My sweet box」を初披露。ガチンコ3セカンドアルバム（栗入り）"扉の向こう"配信予告あり[46][47]。
- 4月9日 - 『坂崎幸之助のももいろフォーク村NEXT』第83夜 「4月9日はフォークの日 」坂崎幸之助/宗本康兵/佐藤大剛 生誕男祭（CS放送フジテレビNEXT）に出演。川嶋あい×栗もえか「My sweet box」を披露[46][48]。
- 4月14日 - 月刊アイドル祭 VOL.8（場所：東京都江東区・フジさんのヨコ（フジテレビ本社屋7F））にリーフシトロンとして出演。第2部においてリーフシトロン8番目のオリジナル曲「雨のテラス」を初披露[49]。
- 4月29日 - コアラモード.×栗もえかジョイントコンサート（場所：東京都江東区・フジテレビ マルチシアター）に出演。鈴木萌花作詞「恋をしてね」、栗本柚希作詞「ギターリフ」を初披露[46][50]。
- 5月13日 - IT’S MY TURN！2018 榊いずみ25周年ライブ（場所：東京都渋谷区・TSUTAYA O-Crest）にフロントアクトとして出演。これが栗もえかとして初のフロントアクトとなる。またアンコールステージにおいても榊いずみとのセッションで雨宮かのん作詞、榊いずみ作曲の「明日には」を披露[46][51]。
- 5月30日 - ガチンコ3セカンドアルバム（栗入り）『扉の向こう』配信開始[52]。
- 6月9日 - 榊いずみ×栗もえかジョイントコンサート（場所：東京都江東区・フジテレビ マルチシアター）に出演。栗本柚希作詞「晴れるかな」を栗もえかのギター演奏で披露[46][53][54]。
- 7月14日 - GIRLS' FACTORY NEXT DAY3（場所：東京都江東区・Zepp Tokyo）に出演。この日披露したレッド・ツェッペリンの「Stairway to Heaven（天国への階段）」には拍手の渦が巻き起こった[46][55]。
- 7月22日 - 宇宙まお×栗もえかジョイントライブ（場所：東京都江東区・フジテレビ マルチシアター）に出演。ゲスト出演、愛来（3B junior）、SUNNY（Mr.Children、Superfly、ゆずらのサポートキーボーディスト）。この日、栗もえか初のWアンコール。この日のライブは満席に加え通路座り後方立ち見全て埋まり、会場に入れなかったお客さんもいた[46][56][57]。
- 7月28日 - 夏S（場所：埼玉県・メットライフドーム）に出演。オープニングアクト本編共に3B juniorとして出演。STARDUST PLANETのシャッフルユニット 歌馬之助介（いぎなり東北産のマネージャーによるプロモーション）のメンバーとして川瀬あやめ（桜エビ〜ず）、伊達花彩（いぎなり東北産）らと「夢は何千回も逃げていく」を初披露[58][59]。
- 8月4日 - TOKYO IDOL FESTIVAL 2018 IDOL SUMMER JAMBOREE ACOUSTIC（場所：東京都江東区・お台場・青海周辺エリア）に出演。MAINA（大阪☆春夏秋冬）、村上瑠美奈（predia）、栗本柚希（3B junior）で秦基博の「ひまわりの約束」を歌う。初出場ながら感情豊かな歌を披露。自然な高音への入り方も素晴らしい[60]。
- 8月12日 - 奥華子×栗もえかジョイントライブ（愛来入り）（場所：東京都江東区・THE ODAIBA マイナビステージ）に出演。videobrother horns、ギタリスト佐藤亙さんも出演。栗もえかとしては「繋ぐ未来に」（ガチンコ☆・ガチンコ３・栗もえか）初披露。この日、きくちPのツイートによると、栗もえかを観た観客は入れ替わり立ち止まりを入れて「1000人くらい？」とのこと。優先エリアオールスタンディング。夏フェスならではの盛り上がりを見せた[46][61]。
- 8月23日 - 『西川貴教の僕らの音楽』第15回（CS放送フジテレビNEXT）に出演。和田アキ子×栗もえかで「古い日記」を披露[46][62][63][64]。
- 10月6日 - 「道玄坂FINAL COUNTDOWN〜さよならの向こう側〜」DAY1：リーフシトロン「Last Date」（場所：東京都渋谷区・TSUTAYA O-Crest）に出演。この日をもってリーフシトロンは活動終了となった[4]。
- 10月20日 - 3B junior「Fork in the road of fate」（場所：東京都渋谷区・SHIBUYA CLUB QUATTRO）に出演。「Sneaker's Delight」を初披露。3B juniorを卒業するメンバーが発表される[4]。
- 11月3日 - 3B junior「Cell Division～細胞分裂～」（場所：東京都目黒区・恵比寿ザ・ガーデンホール）に出演。この日をもって3B juniorは活動終了となった[4]。
- 11月13日 - ガチンコ3コンサート「ガチンコ4の6」栗もえかさよならコンサート（場所：東京都渋谷区・Mt.RAINIER HALL SHIBUYA PLEASURE PLEASURE）に出演。栗本柚希作詞「オンナのコ」、栗本柚希作詞/作曲「終わらない夏空」、「ワスレナグサ」を初披露。この日をもって栗もえかは解散、栗本柚希はスターダストプロモーションを退所した[46][5]。

なお、2019年5月16日の 「ガチンコ3の7」 にて愛来が栗本の手紙を代読し、大学を頑張る一年くらいの間、ギターを預かってほしいと託し、のちの芸能活動再開を予感させた。（雨宮かのんも同様に鈴木萌花にギターを預けた。）

### 「夕月」名義

#### 2023年
- 10月5日 - シンガーソングライター「夕月」としてX(旧 Twitter)のアカウント(@yuzuki_20001005)及び公式サイトを開設。シンガーソングライターとして期間限定で活動を行うと発表した。また2024年10月5日にワンマンライブを開催予定であることを宣言した[6]。
- 10月7日 - Instagramのアカウント(@yuzuki_20001005)を開設。
- 11月26日 - 大分県国東市のアストくにさきで行われた「国東市民オールスター歌謡ショー」に和泉紗江とゲスト出演した。
- 11月24日 - 2024年1月13日にライブ「ハロー！ユヅキズソングvol.1」を開催することを発表。このライブを皮切りに毎月新曲を披露するマンスリーライブを行うことも合わせて発表された[65]。

#### 2024年
- 1月13日 - crotchet.cafeにて「ハロー！ユヅキズソングvol.1」を開催。シンガーソングライター「夕月」として復帰後初ライブとなった[66]。
- 1月21日 - 新宿BLAZEにて行われた「GIG TAKAHASHI 3 tour 2024」に出演。このライブにて元 3B juniorのメンバーであった公野舞華(COMIQ ON!)、内藤るな(浪江女子発組合)と共演し再開を果たした[67]。
- 10月5日 - KIWA TENNOZにてワンマンライブが開催された[68][69]。ライブにて今後も音楽活動を継続すること、2025年10月5日にまたワンマンライブを開催することが発表された[70]。

## 参加作品

### ミュージック・ビデオ
| 曲名          | シングル限定盤など | 配信ダウンロード | YouTube |
| ------------- | ------------------ | ---------------- | ------- |
| Fragile Stars | Blu-ray            |                  | ○       |

## 楽曲

### 栗本柚希
| 楽曲                                   | オリジナル          | 作詞                             | 作曲                                | 備考                                                                          |
| -------------------------------------- | ------------------- | -------------------------------- | ----------------------------------- | ----------------------------------------------------------------------------- |
| Smile（カバー曲）                      | しおり              | しおり                           | しおり                              | 2015年10月3日お誕生日会                                                       |
| この夜を止めてよ（カバー曲）           | JUJU                | 松尾潔                           | 松本俊明                            | 2016年9月5日3B junior 初!!高校生だけのナイトLIVE                              |
| 決戦は金曜日（カバー曲）               | DREAMS COME TRUE    | 吉田美和                         | 中村正人                            | 2016年10月30日お誕生日会                                                      |
| メリクリ（カバー曲）                   | BoA                 | 康珍化                           | 原一博                              | 2016年12月14日3B juniorナイト                                                 |
| Best Friend（カバー曲）                | Kiroro              | 玉城千春                         | 玉城千春                            | 清塚信也のガチンコ3B junior #2                                                |
| 未来へ（カバー曲）                     | Kiroro              | 玉城千春                         | 玉城千春                            | 清塚信也のガチンコ3B junior #9                                                |
| あの頃のぼくは（カバー曲）             | イルカ              | 伊勢正三                         | 伊勢正三                            | 清塚信也のガチンコ3B junior #11                                               |
| ANSWER（カバー曲）                     | 槙原敬之            | 槙原敬之                         | 槙原敬之                            | 清塚信也のガチンコ3B junior #19                                               |
| 流星（カバー曲）                       | 吉田拓郎            | 吉田拓郎                         | 吉田拓郎                            | 清塚信也のガチンコスターダストプラネット #21                                  |
| 楓（カバー曲）                         | スピッツ            | 草野正宗                         | 草野正宗                            | 清塚信也のガチンコスターダストプラネット #23                                  |
| 春～spring～（カバー曲）               | Hysteric Blue       | たくや                           | たくや                              | 清塚信也のガチンコスターダストプラネット #26                                  |
| 愛を込めて花束を（カバー曲）           | Superfly            | 越智志帆 多保孝一 いしわたり淳治 | 多保孝一                            | コアラモード．小幡康裕のガチンコスターダストプラネット #28                    |
| まっすぐ（カバー曲）                   | 私立恵比寿中学      | 杉山勝彦                         | 杉山勝彦                            | コアラモード．小幡康裕のガチンコスターダストプラネット #30                    |
| 夜明けBrand New Days（カバー曲）       | ベイビーレイズJAPAN | 堀江晶太                         | 堀江晶太                            | わたしの十八番(おはこ)んさーと！ 大カラオケ大会                               |
| Thriller（カバー曲）                   | Michael Jackson     | Rod Temperton                    | Rod Temperton                       | 3B junior第29回定例公演                                                       |
| Let It Go～ありのままで～ （カバー曲） | 松たか子            | 高橋知伽江                       | Kristen Anderson-Lopez/Robert Lopez | 3B junior第30回定例公演                                                       |
| シーソー（2017年）                     | 栗本柚希            | 栗本柚希                         | 増村エミコ （VOJA-tension）         | 栗本柚希ソロ曲 ガチンコ3コンサート「ガチンコ4の4」                            |
| ギターリフ（2018年）                   | 栗もえか            | 栗本柚希                         | 宇宙まお                            | 栗本柚希ソロ曲                                                                |
| ワスレナグサ（2018年）                 | 栗本柚希            | 栗本柚希                         | 栗本柚希                            | 栗本柚希ソロ曲 ガチンコ3コンサート「ガチンコ4の6」 栗もえかさよならコンサート |

### 栗もえか
| 楽曲                                              | オリジナル                    | 作詞                                | 作曲                                | 備考                                                                                        |
| ------------------------------------------------- | ----------------------------- | ----------------------------------- | ----------------------------------- | ------------------------------------------------------------------------------------------- |
| 扉の向こう（2017年）                              | ガチンコ3                     | 栗本柚希                            | 太田雄大                            | ガチンコ3コンサート 「ガチンコ3の1」                                                        |
| 大好き 君が（2017年）                             | 栗もえか                      | 栗本柚希                            | 宗本康兵                            | ガチンコ3コンサート 「ガチンコ4の2」                                                        |
| 晴れるかな（2017年）                              | 栗本柚希                      | 栗本柚希                            | 藤岡麻美                            | 栗本柚希ソロ曲 ガチンコ3学園祭コンサート 「ガチンコ4の3」                                   |
| シーソー（2017年）                                | 栗本柚希                      | 栗本柚希                            | 増村エミコ （VOJA-tension）         | 栗本柚希ソロ曲 ガチンコ3コンサート 「ガチンコ4の4」                                         |
| 弱い虫（2018年）                                  | 栗もえか                      | 栗本柚希                            | あんにゅ                            | ガチンコ3コンサート 「ガチンコ4の5」                                                        |
| ギターリフ（2018年）                              | 栗もえか                      | 栗本柚希                            | 宇宙まお                            | 栗本柚希ソロ曲                                                                              |
| 貘の夢（2018年）                                  | 栗もえか×videobrother         | 栗本柚希                            | 山田宣人（videobrother）            | videobrother×栗もえか                                                                       |
| 終わらない夏空（2018年）                          | 栗もえか                      | 栗本柚希                            | 栗本柚希                            | ガチンコ3コンサート 「ガチンコ4の6」 栗もえかさよならコンサート                             |
| 夢（2016年）                                      | ガチンコ3                     | 鈴木萌花                            | 太田雄大                            |                                                                                             |
| 未来ノート（2017年）                              | ガチンコ3                     | 鈴木萌花                            | 恩田快人                            |                                                                                             |
| 明日も（2017年）                                  | 鈴木萌花                      | 鈴木萌花                            | 眞野雅規 武部聡志                   | 鈴木萌花ソロ曲                                                                              |
| ろうそく（2018年）                                | 栗もえか×videobrother         | 鈴木萌花                            | 田嶋トモスケ（videobrother）        | videobrother×栗もえか                                                                       |
| My sweet box                                      | 川嶋あい ×栗もえか            | 鈴木萌花 川嶋あい                   | 宗本康兵                            |                                                                                             |
| 君の夢は僕の夢（2016年）                          | ガチンコ3                     | 雨宮かのん                          | あんにゅ 小幡康裕                   |                                                                                             |
| 青春が勿体ない（2016年）                          | ガチンコ3                     | 雨宮かのん                          | 高橋研                              |                                                                                             |
| Sigh of love（2017年）                            | ガチンコ3                     | 雨宮かのん                          | 武部聡志                            |                                                                                             |
| スポットライト（2017年）                          | ガチンコ3                     | 雨宮かのん                          | 宇宙まお                            |                                                                                             |
| 明日には（2018年）                                | ガチンコ3                     | 雨宮かのん                          | 榊いずみ                            | 榊いずみ25周年ライブ                                                                        |
| I want to know（2018年）                          | 雨宮かのん                    | 雨宮かのん                          | 佐藤亙                              | ビードローズ ×栗もえか（愛来入り）                                                          |
| Graduate ～それぞれの道へ～（2017年）             | ガチンコ3                     | 愛来                                | 宇宙まお                            | VOJA-tension×栗もえか                                                                       |
| 明日の幸せ（2018年）                              | 栗もえか                      | 鈴木萌花                            | Anly                                |                                                                                             |
| 恋をしてね（2018年）                              | 栗もえか                      | 鈴木萌花                            | 宇宙まお                            | 鈴木萌花ソロ曲                                                                              |
| 顔晴ろう（2018年）                                | 栗もえか                      | 鈴木萌花                            | あんにゅ                            |                                                                                             |
| 恋の雪（2018年）                                  | 宇宙まお 栗もえか 愛来        | 宇宙まお 栗もえか 愛来              | 宇宙まお                            | 宇宙まお ×栗もえか（愛来入り）                                                              |
| 繋ぐ未来に（2018年）                              | ガチンコ☆ ガチンコ３ 栗もえか | 太田雄大                            | 太田雄大                            | 奥華子 ×栗もえか（愛来入り）                                                                |
| 失格（カバー曲）                                  | 榊いずみ                      | 榊いずみ                            | 榊いずみ                            | 坂崎幸之助のももいろフォーク村NEXT第81夜                                                    |
| True colors（カバー曲）                           | Cyndi Lauper                  | Tom Kelly Billy Steinberg           | Tom Kelly Billy Steinberg           | 坂崎幸之助のももいろフォーク村NEXT第81夜                                                    |
| サルの歌（カバー曲）                              | 榊いずみ                      | 榊いずみ                            | 榊いずみ                            | 坂崎幸之助のももいろフォーク村NEXT第81夜                                                    |
| You've gotta friend（カバー曲）                   | Carole King                   | Carole King                         | Carole King                         | 坂崎幸之助のももいろフォーク村NEXT第81夜                                                    |
| Preserved Roses（カバー曲）                       | T.M.Revolution ×水樹奈々      | 井上秋緒                            | 浅倉大介                            | 西川貴教の僕らの音楽 第9回                                                                  |
| 雨のち晴れのちスマイリー（カバー曲）              | コアラモード.                 | 小幡康裕                            | 小幡康裕                            | コアラモード.×栗もえか                                                                      |
| 七色シンフォニー（カバー曲）                      | コアラモード.                 | 小幡康裕 あんにゅ                   | 小幡康裕 あんにゅ                   | コアラモード.×栗もえか                                                                      |
| 大旋風（カバー曲）                                | コアラモード.                 | 小幡康裕 あんにゅ                   | 小幡康裕 あんにゅ                   | コアラモード.×栗もえか                                                                      |
| 未来（カバー曲）                                  | コアラモード.                 | 小幡康裕 あんにゅ                   | あんにゅ                            | コアラモード.×栗もえか                                                                      |
| リメンバー・ミー（カバー曲）                      | リユニオン                    | Kristen Anderson-Lopez Robert Lopez | Kristen Anderson-Lopez Robert Lopez | コアラモード.×栗もえか                                                                      |
| Thunderbird（カバー曲）                           | T.M.Revolution                | 井上秋緒                            | 浅倉大介                            | コアラモード. ×栗もえか（愛来入り）                                                         |
| 海（カバー曲）                                    | コアラモード.                 | あんにゅ                            | あんにゅ                            | コアラモード.×鈴木萌花 コアラモード． ×栗もえか（愛来入り）                                 |
| Ya Ya (あの時代を忘れない)（カバー曲）            | サザンオールスターズ          | 桑田佳祐                            | 桑田佳祐                            | Anly×Leola 〜Sun Night〜                                                                    |
| Girl（カバー曲）                                  | THE BEATLES                   | J･Lennon P･McCartney                | J･Lennon P･McCartney                | 1966カルテット×栗もえか                                                                     |
| Hello Goodbye（カバー曲）                         | THE BEATLES                   | J･Lennon P･McCartney                | J･Lennon P･McCartney                | 1966カルテット×栗もえか                                                                     |
| Sgt. Pepper's Lonely Hearts Club Band（カバー曲） | THE BEATLES                   | J･Lennon P･McCartney                | J･Lennon P･McCartney                | 1966カルテット×栗もえか                                                                     |
| Stairway to Heaven（カバー曲）                    | Led Zeppelin                  | Jimmy Page Robert Plant             | Jimmy Page Robert Plant             | GIRLS' FACTORY NEXT DAY3                                                                    |
| ドカドカうるさいR&Rバンド（カバー曲）             | RCサクセション                | G忌麗                               | G忌麗                               | 新星堂presentsウタガアルセカイ Extra Live vol.1                                             |
| 休みの日（カバー曲）                              | JUN SKY WALKER(S)             | 宮田和弥                            | 寺岡呼人                            | 宇宙まお ×栗もえか（愛来入り）                                                              |
| 三日月（カバー曲）                                | 絢香                          | 絢香 西尾芳彦                       | 絢香 西尾芳彦                       | 奥華子×鈴木萌花                                                                             |
| 乙女の夏（カバー曲）                              | 奥華子                        | 奥華子                              | 奥華子                              | 奥華子 ×栗もえか（愛来入り）                                                                |
| ガーネット（カバー曲）                            | 奥華子                        | 奥華子                              | 奥華子                              | 奥華子 ×栗もえか（愛来入り）                                                                |
| 古い日記（カバー曲）                              | 和田アキ子                    | 安井かずみ                          | 馬飼野康二                          | 和田アキ子×栗もえか                                                                         |
| 遠距離恋愛爆撃ミサイル（カバー曲）                | たんこぶちん                  | 大塚利恵                            | 鎌田雅人                            | たんこぶちん×栗もえか                                                                       |
| 世界でいちばん熱い夏（カバー曲）                  | プリンセス プリンセス         | 富田京子 奥居香                     | 富田京子 奥居香                     | たんこぶちん×栗もえか                                                                       |
| 夏祭り（カバー曲）                                | Whiteberry                    | 破矢ジンタ                          | 破矢ジンタ                          | たんこぶちん×栗もえか                                                                       |
| 泣いてもいいんだよ（カバー曲）                    | たんこぶちん                  | 中島みゆき                          | 中島みゆき                          | たんこぶちん×栗もえか                                                                       |
| Alright！！（カバー曲）                           | たんこぶちん                  | 吉田円佳 伊橋成哉                   | 伊橋成哉                            | たんこぶちん×栗もえか                                                                       |
| カリフォルニアのホテル（カバー曲）                | ビードローズ                  | 佐藤亙                              | 佐藤亙                              | ビードローズ ×栗もえか（愛来入り）                                                          |
| 好きになって、よかった（カバー曲）                | 加藤いづみ                    | 高橋研                              | 高橋研                              | 加藤いづみ×栗もえか                                                                         |
| シャンプー（カバー曲）                            | 加藤いづみ                    | 高橋研                              | 高橋研                              | 加藤いづみ×栗もえか                                                                         |
| あの日、私の歌が生まれた（カバー曲）              | 加藤いづみ                    | 高橋研                              | 高橋研                              | 加藤いづみ×栗もえか                                                                         |
| 飛梅（カバー曲）                                  | さだまさし                    | さだまさし                          | さだまさし                          | 栗本柚希×VOJA-tension                                                                       |
| WINDING LOAD（カバー曲）                          | 絢香×コブクロ                 | 絢香 小渕健太郎 黒田俊介            | 絢香 小渕健太郎 黒田俊介            | 栗本柚希×VOJA-tension                                                                       |
| Chandelier（カバー曲）                            | Sia                           | Sia Furler Jesse Shatkin            | Sia Furler Jesse Shatkin            | 栗本柚希×VOJA-tension                                                                       |
| Joyful Joyful（カバー曲）                         | 讃美歌・聖歌                  | Henry van Dyke                      | Ludwig van Beethoven                | 加藤いづみ ×VOJA-tension ×栗もえか                                                          |
| 黒い炎（Get It On）（カバー曲）                   | Chase                         | Terry Richards                      | Bill Chase                          | 西川貴教の僕らの音楽 第16回 ガチンコ3コンサート 「ガチンコ4の6」 栗もえかさよならコンサート |

### ガチンコ3
| 楽曲                                                               | オリジナル                                        | 作詞                | 作曲                        | 備考                                                                          |
| ------------------------------------------------------------------ | ------------------------------------------------- | ------------------- | --------------------------- | ----------------------------------------------------------------------------- |
| 扉の向こう（2017年）                                               | ガチンコ3                                         | 栗本柚希            | 太田雄大                    | ガチンコ3コンサート 「ガチンコ3の1」                                          |
| 大好き 君が（2017年）                                              | 栗もえか                                          | 栗本柚希            | 宗本康兵                    | ガチンコ3コンサート 「ガチンコ4の2」                                          |
| 晴れるかな（2017年）                                               | 栗本柚希                                          | 栗本柚希            | 藤岡麻美                    | 栗本柚希ソロ曲 ガチンコ3学園祭コンサート 「ガチンコ4の3」                     |
| シーソー（2017年）                                                 | 栗本柚希                                          | 栗本柚希            | 増村エミコ （VOJA-tension） | 栗本柚希ソロ曲 ガチンコ3コンサート 「ガチンコ4の4」                           |
| オンナのコ（2018年）                                               | 栗かのん×坂口喜咲                                 | 栗本柚希            | 堀口喜咲                    |                                                                               |
| 終わらない夏空（2018年）                                           | 栗もえか                                          | 栗本柚希            | 栗本柚希                    | ガチンコ3コンサート 「ガチンコ4の6」 栗もえかさよならコンサート               |
| ワスレナグサ（2018年）                                             | 栗本柚希                                          | 栗本柚希            | 栗本柚希                    | 栗本柚希ソロ曲 ガチンコ3コンサート「ガチンコ4の6」 栗もえかさよならコンサート |
| 君の夢は僕の夢（2016年）                                           | ガチンコ3                                         | 雨宮かのん          | コアラモード.               |                                                                               |
| 青春が勿体ない（2016年）                                           | ガチンコ3                                         | 雨宮かのん          | 高橋研                      |                                                                               |
| 小さな夢が割れたあの日（2016年）                                   | ガチンコ3                                         | 雨宮かのん 尾崎亜美 | 尾崎亜美                    |                                                                               |
| ヒロイン（2017年）                                                 | ガチンコ3                                         | 雨宮かのん          | 恩田快人                    |                                                                               |
| 君の歌を歌いたい（2017年）                                         | ガチンコ3                                         | 雨宮かのん          | 浅倉大介                    |                                                                               |
| Sigh of love（2017年）                                             | ガチンコ3                                         | 雨宮かのん          | 武部聡志                    |                                                                               |
| １人じゃ（2017年）                                                 | ガチンコ3                                         | 雨宮かのん          | 嘉門タツオ                  | 嘉門タツオ×ガチンコ3                                                          |
| わたし髪をきったの（2017年）                                       | ガチンコ3                                         | 雨宮かのん          | 奥華子                      |                                                                               |
| 明日のあたし（2017年）                                             | ガチンコ3                                         | 雨宮かのん          | 藤岡麻美                    |                                                                               |
| あの子の憂鬱（2017年）                                             | ガチンコ3                                         | 雨宮かのん          | TAKUYA                      |                                                                               |
| スポットライト（2017年）                                           | ガチンコ3                                         | 雨宮かのん          | 宇宙まお                    |                                                                               |
| 強くいたい（2018年）                                               | ガチンコ3                                         | 雨宮かのん          | 本間昭光                    |                                                                               |
| 明日には（2018年）                                                 | ガチンコ3                                         | 雨宮かのん          | 榊いずみ                    | 栗もえかのん                                                                  |
| 夕月夜（2018年）                                                   | ガチンコ3                                         | 雨宮かのん          | 太田雄大                    |                                                                               |
| 夢（2016年）                                                       | ガチンコ3                                         | 鈴木萌花            | 太田雄大                    |                                                                               |
| キミの笑顔に会うために（2017年）                                   | ガチンコ3                                         | 鈴木萌花            | 太田雄大                    |                                                                               |
| 未来ノート（2017年）                                               | ガチンコ3                                         | 鈴木萌花            | 恩田快人                    |                                                                               |
| ガチンコ3のテーマ（2016年） ガチンコ3のテーマ（栗入り） （2017年） | ガチンコ3                                         | 愛来                | 桜井秀俊 （真心ブラザーズ） |                                                                               |
| みんながいるから（2017年）                                         | ガチンコ3                                         | 愛来                | 桜井秀俊 （真心ブラザーズ） |                                                                               |
| あなたが生まれた日（2017年）                                       | ガチンコ3                                         | 愛来                | 太田雄大                    |                                                                               |
| Graduate ～それぞれの道へ～（2017年）                              | ガチンコ3                                         | 愛来                | 宇宙まお                    |                                                                               |
| 未来の空の下で（2016年）                                           | ガチンコ3                                         | 太田雄大            | 太田雄大                    |                                                                               |
| 繋ぐ未来に（2018年）                                               | ガチンコ☆ ガチンコ３ 栗もえか                     | 太田雄大            | 太田雄大                    |                                                                               |
| 雨のち晴れのちスマイリー                                           | コアラモード.                                     | 小幡康裕            | 小幡康裕                    |                                                                               |
| 七色シンフォニー（カバー曲）                                       | コアラモード.                                     | 小幡康裕 あんにゅ   | 小幡康裕 あんにゅ           |                                                                               |
| 大旋風                                                             | コアラモード.                                     | 小幡康裕 あんにゅ   | 小幡康裕 あんにゅ           |                                                                               |
| 未来                                                               | コアラモード.                                     | 小幡康裕 あんにゅ   | あんにゅ                    |                                                                               |
| ありがとう、そしてさようなら                                       | コアラモード.                                     | 小幡康裕            | 小幡康裕                    |                                                                               |
| さくらぼっち                                                       | コアラモード.                                     | あんにゅ            | あんにゅ                    | あんにゅ×伊藤千由李× ガチンコ3×葉月智子                                       |
| motto                                                              | JUDY AND MARY                                     | Tack Yokky          | TAKUYA                      | TAKUYA×あんにゅ ×ガチンコ3                                                    |
| POWER OF LOVE                                                      | JUDY AND MARY                                     | YUKI                | 恩田快人                    | 恩田快人×ガチンコ3                                                            |
| DONOKOにするの？（TVサイズ）                                       | 堀越ダイナマイツ （伊藤美紀・本田理沙・相川恵里） | 遠藤察男            | 嘉門達夫                    | 嘉門達夫×ガチンコ3                                                            |
| 太陽に笑え                                                         | Anly                                              | Anly                | Anly                        | Anly×栗本柚希×鈴木萌花                                                        |
| 泣いてなんかないよ                                                 | 伊藤千由李                                        | 7th Avenue          | 7th Avenue 奈緒             |                                                                               |
| 絶対彼女                                                           | 大森靖子                                          | 大森靖子            | 大森靖子                    | 大森靖子×ガチンコ3                                                            |
| draw(A)drow                                                        | 大森靖子                                          | 大森靖子            | TK（凛として時雨）          | 大森靖子×ガチンコ3                                                            |
| Joyful Joyful（カバー曲）                                          | 讃美歌・聖歌                                      | Henry van Dyke      | Ludwig van Beethoven        | VOJA-tension ×ガチンコ3                                                       |

### 玉井詩織×伊藤千由李×栗本柚希
| 楽曲                      | オリジナル          | 作詞     | 作曲       |
| ------------------------- | ------------------- | -------- | ---------- |
| ...愛ですか？（カバー曲） | 玉井詩織            | ENA☆     | 虹音       |
| 涙目のアリス（カバー曲）  | 玉井詩織            | 松井五郎 | 林哲司     |
| 奏（カバー曲）            | スキマスイッチ      | 大橋卓弥 | 常田真太郎 |
| 青春腑（カバー曲）        | ももいろクローバーZ | 桑原永江 | しほり     |

### 桐嶋ノドカ×栗本柚希、横山由依×栗本柚希、伊藤千由李×栗もえか
| 楽曲                   | オリジナル | 作詞                     | 作曲                     |
| ---------------------- | ---------- | ------------------------ | ------------------------ |
| Chandelier（カバー曲） | Sia        | Sia Furler Jesse Shatkin | Sia Furler Jesse Shatkin |

### 栗本柚希×VOJA-tension
| 楽曲                     | オリジナル            | 作詞                     | 作曲                     |
| ------------------------ | --------------------- | ------------------------ | ------------------------ |
| シーソー                 | 栗本柚希×VOJA-tension | 栗本柚希                 | 増村エミコ               |
| 飛梅（カバー曲）         | さだまさし            | さだまさし               | さだまさし               |
| WINDING ROAD（カバー曲） | 絢香×コブクロ         | 絢香 小淵健太郎 黒田俊介 | 絢香 小淵健太郎 黒田俊介 |
| Chandelier（カバー曲）   | Sia                   | Sia Furler Jesse Shatkin | Sia Furler Jesse Shatkin |

### コアラモード.×
| 楽曲             | オリジナル    | 作詞              | 作曲              | 備考                                                                                                   |
| ---------------- | ------------- | ----------------- | ----------------- | --- |
| さくらぼっち     | コアラモード. | あんにゅ          | あんにゅ          | コアラモード． ×3B senior                                                                              |
| 七色シンフォニー | コアラモード. | 小幡康裕 あんにゅ | 小幡康裕 あんにゅ | コアラモード． ×3B senior 雨宮かのん うらん 奥澤レイナ 栗本柚希 斎藤夏鈴 中村優 葉月智子 華山志歩 澪風 |
| 大旋風           | コアラモード. | 小幡康裕 あんにゅ | 小幡康裕 あんにゅ | コアラモード． ×はちみつロケット ×奥澤中村 ×栗本柚希                                                   |
| 未来             | コアラモード. | 小幡康裕 あんにゅ | あんにゅ          | コアラモード． ×3B senior                                                                              |

### リーフシトロン
栗本柚希と葉月智子によるユニット
| 楽曲                                 | オリジナル          | 作詞                     | 作曲               |
| ------------------------------------ | ------------------- | ------------------------ | ------------------ |
| ゆめかなエール（2015年）             | リーフシトロン      | 杉山勝彦                 | 杉山勝彦           |
| たんぽぽ（2015年）                   | リーフシトロン      | SoichiroK                | SoichiroK Nozomu.S |
| 青春ペダル（2015年）                 | リーフシトロン      | SoichiroK                | SoichiroK Nozomu.S |
| 玉乗りビエロとアールグレイ（2016年） | リーフシトロン      | 古川貴浩                 | 古川貴浩           |
| リーフシトロンの歌（2016年）         | リーフシトロン      | ツキダタダシ             | ツキダタダシ       |
| 涙雨で咲いた花（2017年）             | リーフシトロン      | 葉月智子                 | 太田雄大           |
| 夢見がちバニー（2018年）             | リーフシトロン      | Yocke                    | Yocke              |
| 雨のテラス（2018年）                 | リーフシトロン      | 螺子アリサ               | Yocke              |
| 森のくまさん（カバー曲）             | 童謡                | 馬場祥弘                 | アメリカ民謡       |
| いつか君が（カバー曲）               | ももいろクローバーZ | ももいろクローバーZ miwa | miwa               |
| CONTRADICTION（カバー曲）            | ももいろクローバーZ | 前田たかひろ             | 大隅知宇           |
| 七色のスターダスト（カバー曲）       | スタダ芸能3部       | 伊勢正三 南こうせつ      | 南こうせつ         |
| 待つわ(カバー曲)                     | あみん              | 岡村孝子                 | 岡村孝子           |
| やさしさに包まれたなら（カバー曲）   | 荒井由実            | 荒井由実                 | 荒井由実           |
| あの素晴しい愛をもう一度（カバー曲） | 加藤和彦 北山修     | 北山修                   | 加藤和彦           |
| INVOKE（カバー曲）                   | T.M.Revolution      | 井上秋緒                 | 浅倉大介           |
| 夢の中へ（カバー曲）                 | 井上陽水            | 井上陽水                 | 井上陽水           |
| ラフスタイル（カバー曲）             | ももいろクローバーZ | 馬原美穂                 | 馬原美穂           |

### 3B junior
| 楽曲                                                | オリジナル          | 作詞                 | 作曲                            | 備考 |
| --------------------------------------------------- | ------------------- | -------------------- | ------------------------------- | --- |
| Fragile Stars（2015年）                             | 3B junior           | 瀬名俊介             | Tomo.                           | |
| 勇気のシルエット（2015年）                          | 3B junior           | 古川貴浩             | 古川貴浩                        | |
| Stardust Fantagia（2015年）                         | 3B junior           | ツキダタダシ         | 生田真心                        | |
| ひとつよろしくどうぞ（2015年）                      | 3B junior           | オークラ ＆3B junior | 村カワ基成                      | |
| ベリメリ・クリスマス（2015年）                      | 3B junior           | 只野菜摘             | 内田智之                        | |
| 夏花火センチメンタル（2016年）                      | 3B junior           | 桑原永江             | corin.                          | |
| はじまりのはじまり（2017年）                        | 3B junior           | MEG.ME               | 千葉"naotyu-"直樹               | |
| 星たちの饗宴（うたげ） 〜アポロンと共に〜（2017年） | 3B junior           | eNu                  | 橋本由香利                      | |
| Invisible Walls（2017年）                           | 3B junior           | 桑原永江             | 佐藤晃                          | |
| Shangri-La（2017年）                                | 3B junior           | 大江千里             | 大江千里                        | |
| まけずぎらい（2018年）                              | 3B junior           | 只野菜摘             | R･O･N                           | |
| バトルロイヤル（2018年）                            | 3B junior           | MEG.ME               | R･O･N                           | |
| Sneaker's Delight（2018年）                         | 3B junior           | 久保田真悟 栗原暁    | 久保田真悟 栗原暁               | |
| なにがなんでも（カバー曲）                          | 桜っ子クラブ        | 川島だりあ           | 織田哲郎                        | |
| あの空へ向かって（カバー曲）                        | ももいろクローバー  | ももいろクローバー   | 久保田真悟                      | |
| ココ☆ナツ（カバー曲）                               | ももいろクローバー  | 前山田健一           | 前山田健一                      | |
| サンタさん（カバー曲）                              | ももいろクローバーZ | 前山田健一           | 前山田健一                      | |
| 七色のスターダスト（カバー曲）                      | スタダ芸能3部       | 伊勢正三 南こうせつ  | 南こうせつ                      | |
| DNA狂詩曲（カバー曲）                               | ももいろクローバーZ | 前田たかひろ         | 大隅知宇                        | DNA選抜ユニット 雨宮かのん うらん 奥澤レイナ 栗本柚希 斎藤夏鈴 澪風                                                                                           |
| 原色エモーション                                    | 2016年度高校生組    | 久下真音             | 小西裕子                        | 2016年度高校生組 雨宮かのん 内山あみ うらん 奥澤レイナ 栗本柚希 斎藤夏鈴 内藤るな 中村優 葉月智子 華山志歩 澪風                                               |
| マホロバケーション（カバー曲）                      | ももいろクローバーZ | 六ツ見純代           | invisible manners               | 2016年度高校生組 |
| 夏祭り（カバー曲）                                  | whiteberry          | 破矢ジンタ           | 破矢ジンタ                      | 2016年度高校生組 |
| secret base 〜君がくれたもの〜（カバー曲）          | ZONE (バンド)       | 町田紀彦             | 町田紀彦                        | 2016年度高校生組 |
| 星たちの饗宴（うたげ） 〜アポロンと共に〜           | 3B junior           | eNu                  | 橋本由香利                      | 2017年3B junior秋の夜長の音ナイト 雨宮かのん 奥澤レイナ 栗本柚希 斎藤夏鈴 中村優 葉月智子 華山志歩 澪風 小田垣陽菜 公野舞華 鈴木萌花 塚本颯来 播磨怜奈 森青葉 |
| Stardust Fantasia                                   | 3B junior           | ツキダタダシ         | 生田真心                        | 2017年3B junior秋の夜長の音ナイト |
| 勇気のシルエット                                    | 3B junior           | 古川貴浩             | 古川貴浩                        | 2017年3B junior秋の夜長の音ナイト |
| あの素晴しい愛をもう一度（カバー曲）                | 加藤和彦 北山修     | 北山修               | 加藤和彦                        | 2017年3B junior秋の夜長の音ナイト |
| 恋メラ                                              | はちみつロケット    | zopp                 | 福田貴史                        | 2017年3B junior秋の夜長の音ナイト |
| 想い星                                              | 3B junior年少組     | PA-NON               | 櫻井真佐人                      | 2017年3B junior秋の夜長の音ナイト |
| 七色のスターダスト                                  | スタダ芸能3部       | 伊勢正三 南こうせつ  | 南こうせつ                      | 2017年3B junior秋の夜長の音ナイト |
| はじまりのはじまり                                  | 3B junior           | MEG.ME               | 千葉"naotyu-"直樹               | 2017年3B junior秋の夜長の音ナイト |
| I'm in the Mood for Dancing                         | ノーランズ          | Tommy february6      | Ben Findon Mike Myers Bob Puzey | 雨宮かのん 奥澤レイナ 栗本柚希 森青葉 |
| SEASONS                                             | 浜崎あゆみ          | ayumi hamasaki       | D・A・I                         | 栗本柚希 斎藤夏鈴 澪風 |

### 歌馬之介（栗本柚希×川瀬あやめ（桜エビ〜ず）×伊達花彩（いぎなり東北産））
| 楽曲                     | オリジナル | 作詞             | 作曲       |
| ------------------------ | ---------- | ---------------- | ---------- |
| 夢は何千回でも逃げていく | 歌馬之介   | 松隈ケンタ×JxSxK | 松隈ケンタ |

### MAINA（大阪☆春夏秋冬）×村上瑠美奈（predia）×栗本柚希
| 楽曲           | オリジナル | 作詞          | 作曲          |
| -------------- | ---------- | ------------- | ------------- |
| ひまわりの約束 | 秦基博     | Hata Motohiro | Hata Motohiro |

## 栗もえか/ガチンコ3としての活動

### テレビ
- 3B junior栗本柚希×ガチンコ3へきくちから（CS放送フジテレビNEXT) 2017年6月22日放送
- GIRLS’ FACTORY NEXT DAY2 第１部 ガチンコ3コンサート「ガチンコ4の2」（CS放送フジテレビNEXT） 2017年7月15日放送
- 坂崎幸之助のももいろフォーク村ちょいデラックス 完全版（CS放送フジテレビNEXT） 2017年8月3日放送
- 坂崎幸之助のももいろフォーク村！第75夜「GIRLS’ FOLKTORY 17」完全版（CS放送フジテレビNEXT） 2017年9月7日放送
- 清塚信也のガチンコ3B junior 第20回！（CS放送フジテレビNEXT） 2017年10月26日放送
- 清塚信也のガチンコスターダストプラネット 第21回！（CS放送フジテレビNEXT） 2017年10月26日放送
- 西川貴教の僕らの音楽 第7回「TAKUYA×柏木ひなた×ガチンコ3」（CS放送フジテレビNEXT） 2017年12月21日放送
- 清塚信也のガチンコスターダストプラネット 第23回！（CS放送フジテレビNEXT） 2017年12月27日放送
- 「ゆく桃くる桃」へのカウントダウンコンサート（CS放送フジテレビNEXT） 2017年12月31日放送
- 第7回 AKB48紅白対抗歌合戦（BSスカパー!（BS241／プレミアムサービス579）） 2018年1月20日放送
- 西川貴教の僕らの音楽 第9回「Re:PRODUCTS 栗もえか」（CS放送フジテレビNEXT）2018年2月28日放送
- 坂崎幸之助のももいろフォーク村！第81夜「ももクロアンプラグド」再演 完全版（CS放送フジテレビNEXT）2018年3月14日放送
- 清塚信也のガチンコスターダストプラネット 第26回！（CS放送フジテレビNEXT）2018年3月15日放送
- 坂崎幸之助のももいろフォーク村！第82夜「第1回『ももいろフォーク村』オーディション」（CS放送フジテレビNEXT）2018年3月15日放送
- 西川貴教の僕らの音楽 第10回「ガチンコ3の僕らの音楽（栗入り）」（CS放送フジテレビNEXT）2018年3月22日放送
- AKB紅白へきくちから（CS放送フジテレビNEXT）2018年3月25日放送
- 第7回 AKB48紅白対抗歌合戦（CS放送フジテレビNEXT）2018年3月25日放送
- コアラモード．小幡康裕のガチンコスターダストプラネット 第27回！特別編「ガチンコ4の5」感想戦（CS放送フジテレビNEXT）2018年4月9日放送
- コアラモード．小幡康裕のガチンコスターダストプラネット 第28回！（CS放送フジテレビNEXT）2018年4月9日放送
- 坂崎幸之助のももいろフォーク村！第83夜「4月9日はフォークの日 」坂崎幸之助/宗本康兵/佐藤大剛 生誕男祭（CS放送フジテレビNEXT）2018年4月9日放送
- 次なるTV-G（フジテレビ）2018年4月20日放送
- 坂崎幸之助のももいろフォーク村！第84夜「第3回ほぼたまい音楽祭」（CS放送フジテレビNEXT）2018年5月30日放送
- コアラモード.と栗もえかへきくちから（CS放送フジテレビNEXT）2018年5月31日放送
- コアラモード．小幡康裕のガチンコスターダストプラネット 第30回！（CS放送フジテレビNEXT）2018年6月7日放送
- 坂崎幸之助のももいろフォーク村！第85夜「彩高ヒットスタジオデラックス」（CS放送フジテレビNEXT）2018年6月7日放送
- 西川貴教の僕らの音楽 第13回「ガチンコ☆/栗もえか/雨宮かのん」（CS放送フジテレビNEXT）2018年6月28日放送
- 西川貴教の僕らの音楽 第14回「川嶋あい×栗もえか」（CS放送フジテレビNEXT）2018年7月26日放送
- GIRLS' FACTORY NEXTへきくちから（CS放送フジテレビNEXT）2018年7月31日放送
- 西川貴教の僕らの音楽 第15回「和田アキ子×栗もえか」（CS放送フジテレビNEXT）2018年8月23日放送
- コアラモード．小幡康裕のガチンコスターダストプラネット 第32回！特別篇 GIRLS前篇（CS放送フジテレビNEXT）2018年8月30日放送
- コアラモード．小幡康裕のガチンコスターダストプラネット 第33回！特別篇 GIRLS後篇（CS放送フジテレビNEXT）2018年9月13日放送
- 西川貴教の僕らの音楽 第16回「栗もえか×videobrother「顔晴ろう」×コアラモード.」（CS放送フジテレビNEXT）2018年9月20日放送
- コアラモード．小幡康裕のガチンコスターダストプラネット 第34回！栗もえか総集編 前篇（CS放送フジテレビNEXT）2018年10月25日放送
- 栗本柚希へきくちから（CS放送フジテレビNEXT) 2018年10月30日放送
- コアラモード．小幡康裕のガチンコスターダストプラネット 第35回！栗もえか総集編 後篇（CS放送フジテレビNEXT）2018年11月8日放送

### インターネットメディア
- 「清塚信也のガチンコ3B junior #11 無放送歌前トーク 栗本柚希 編」（DREAM FACTORY）2017年2月21日配信分
- 「坂崎幸之助のももいろフォーク村NEXT 第81夜（2018年2月15日放送）お台場フォークゲリラ Opening ACT 栗もえか(ガチンコ３ 栗本柚希 鈴木萌花)をはみ出し配信！」（DREAM FACTORY）2018年2月15日配信分

### 雑誌
- 「シュートマッチ！『AKB紅白』」『BUBKA』2018年2月号、白夜書房、2017年12月28日。
- 「栗本柚希(3B junior)「歌に導かれて切り開いた道」」『BUBKA』2018年3月号、白夜書房、2018年1月31日。

## リーフシトロンとしての活動

### テレビ
- Takanori Music Revolution#5 Re:PRODUCTS（CS放送フジテレビNEXT） 2017年2月27日放送
- GIRLS’ FACTORY NEXT DAY2 第２部 コアラ.ガールズ フェス「Co. à la FACTORY」（CS放送フジテレビNEXT） 2017年7月15日放送
- @JAM EXPO 2017～ピーチステージ（CS放送アイドル専門チャンネルPigoo） 2017年11月11日放送
- TOKYO IDOL FESTIVAL 2018 SPエディションDAY1-① SKY STAGE（CS放送フジテレビNEXT） 2018年9月3日放送

### ラジオ
- キラメキ ミュージックスター（FM NACK5） 2017年3月20日放送
- HITS ONE powered by Billboard JAPAN（TS ONE） 2017年3月27日放送
- カメレオンパーティ（FM NACK5） 2017年4月16日放送

### インターネットメディア
- 「川上アキラの人のふんどしでひとりふんどし #36」2016年1月19日配信分
- HUSTLE PRESS「おっかけ！3B junior リーフシトロン、ふわっと初登場！」2016年5月23日掲載
- B.L.T.10月号 3B junior連載「リーフシトロン プチ漫才！」2016年10月13日掲載
- A応P,あゆみくりかまき,GANG PARADE ほか「アイドル横丁夏まつり!!2018」1日目/3番地ステージ（ニコニコ生放送）2018年7月7日配信分
- TOKYO IDOL FESTIVAL2018/SKY STAGE生中継DAY1（ニコニコ生放送）2018年8月3日配信分

### 雑誌
- 「3年B組あおぞら教室 ～with ぽんこつ先生～ 1stシーズン・自己PR&祈祷シリーズVOL.1」『月刊B.L.T. 1月号』Vol.220、東京ニュース通信社、2016年1月24日。
- 「3年B組あおぞら教室 ～with ぽんこつ先生～ 漫才挑戦編」『月刊B.L.T. 10月号』Vol.231、東京ニュース通信社、2016年10月24日。

## 3B juniorとしての活動

### テレビ
- MUSIC FAIR（フジテレビ)2014年11月8日放送
- 3B juniorの星くず商事 #1（BS朝日）2015年1月25日放送
- 3B juniorの星くず商事 #2（BS朝日）2015年2月1日放送
- TOKYO IDOL FESTIVAL 2015 Day2（BSスカパー!）2015年8月2日放送
- あたしの音楽（CS放送フジテレビNEXT）2015年10月17日放送
- HOT WAVE（テレビ埼玉） 2016年1月31日放送
- あたしの音楽（CS放送フジテレビNEXT）2016年3月31日放送
- 清塚信也のガチンコ3B junior 第2回！（CS放送フジテレビNEXT）2016年5月19日放送
- TOKYO IDOL FESTIVAL 2016 <DAY1>第2部（CS放送フジテレビNEXT）2016年8月5日放送
- TOKYO IDOL FESTIVAL 2016 <DAY2>第2部（CS放送フジテレビNEXT）2016年8月6日放送
- TOKYO IDOL FESTIVAL 2016 <DAY3>第1部（CS放送フジテレビNEXT）2016年8月7日放送
- あたしの音楽（CS放送フジテレビNEXT）2016年8月25日放送
- 清塚信也のガチンコ3B junior 第9回！（CS放送フジテレビNEXT）2016年12月15日放送
- ガチンコ3/3B seniorサロンコンサート（CS放送フジテレビNEXT） 2016年12月31日放送
- @JAM×ナタリー EXPO 2016～ブルーベリーステージ（CS放送アイドル専門チャンネルPigoo）2017年1月7日放送
- @JAM×ナタリー EXPO 2016～ストロベリーステージ（CS放送アイドル専門チャンネルPigoo）2017年1月8日放送
- 清塚信也のガチンコ3B junior 第11回！（CS放送フジテレビNEXT）2017年2月23日放送
- ガチンコ3の1（CS放送フジテレビNEXT）2017年3月30日放送
- 清塚信也のガチンコ3B junior 第13回！（CS放送フジテレビNEXT）2017年4月20日放送
- 坂崎幸之助のももいろフォーク村NEXT 第71夜 詩織生誕祭（CS放送フジテレビNEXT）2017年5月25日放送
- HOT WAVE（テレビ埼玉）2017年5月28日放送
- 清塚信也のガチンコ3B junior 第16回！（CS放送フジテレビNEXT）2017年7月13日放送
- 清塚信也のガチンコ3B junior 第17回！（CS放送フジテレビNEXT）2017年8月3日放送
- HOT WAVE（テレビ埼玉）2017年8月27日放送
- TOKYO IDOL FESTIVAL 2017 SPエディション#4（CS放送フジテレビNEXT）2017年9月11日放送
- HOT WAVE（テレビ埼玉）2017年9月24日放送
- ももクロChan〜Momoiro Clover Z Channel〜（テレビ朝日）2017年11月21日放送
- STARDUST PLANET プレゼンツAKIBAカルチャーズ定期公演 ～スタプラメンバーが笑顔と元気をお届け！ネクストジェネレーションズLIVE～（CS放送アイドル専門チャンネルPigoo）2018年1月18日放送
- 特番「ニューイヤープレミアムパーティー2018～New Year Stage」（CS放送アイドル専門チャンネルPigoo）2018年2月24日放送
- 坂崎幸之助のももいろフォーク村！第85夜「彩高ヒットスタジオデラックス」！（CS放送フジテレビNEXT）2018年6月7日放送
- TOKYO IDOL FESTIVAL 2018 SPエディションDAY1-② SMILE GARDEN（CS放送フジテレビNEXT）2018年9月4日放送
- 真夏のアイドル大博覧会 @JAM EXPO 2018 ストロベリーステージ完全スペシャル！！DAY2（CS放送アイドル専門チャンネルPigoo）2018年10月20日放送

### インターネットメディア
- 「川上アキラの人のふんどしでひとりふんどし #13」2015年6月16日配信分
- 「川上アキラの人のふんどしでひとりふんどし #26」2015年10月13日配信分
- HUSTLE PRESS「おっかけ！3B junior 個々のメンバーにロックオン②」2015年11月11日掲載
- HUSTLE PRESS「おっかけ！3B junior "季節はずれのクリスマス"の年またぎレポート」2016年1月9日掲載
- HUSTLE PRESS「おっかけ！3B junior 栗本柚希」2016年9月8日掲載
- ソラトニワ原宿BODYSLAM BOYS 2016年10月1日配信
- アイドル専門局「下北FM」（ニコニコチャンネル）2017年2月16日配信分
- HUSTLE PRESS「おっかけ！3B junior 栗本柚希」2016年2月25日掲載
- ソラトニワ原宿BODYSLAM BOYS 2017年3月17日配信
- 「川上アキラの人のふんどしでひとりふんどし 3B junior特番配信」2017年3月17日配信分
- HITS ONE (TS PLAY) 2017年3月27日配信
- 「川上アキラの人のふんどしでひとりふんどし #91」2017年5月22日配信分
- 「川上アキラの人のふんどしでひとりふんどし #105」2017年8月28日配信分
- 「川上アキラの人のふんどしでひとりふんどし #123」2017年12月11日配信分
- 「川上アキラの人のふんどしでひとりふんどし #124」2017年12月18日配信分
- アイドル専門局「下北FM」（ニコニコチャンネル）2018年2月1日配信分
- 3B junior「やるっきゃないっショー」（ニコニコ生放送）2018年2月4日配信分
- 「ももクロ・エビ中緊急生特番！STARDUST PLANET発足記念大感謝パーティー」（AmebaGOLDチャンネル）2018年2月17日配信分
- 「ももクロ・エビ中緊急生特番！スタプラアイドル48名未公開アフタートーク！」（AmebaGOLDチャンネル）2018年2月17日配信分
- 【=LOVE,バンもん,夢アド,3B juniorほか出演】@JAM 2018ライブ独占生中継2018年5月26日配信分
- でんぱ組.inc,ロッカジャポニカ,ゆるめるモ！ ほか「アイドル横丁夏まつり!!2018」2日目/1番地ステージ（ニコニコ生放送）2018年7月8日配信分
- 佐々木彩夏他 TOKYO IDOL FESTIVAL 2018 "SMILE GARDEN" 独占生中継DAY1（ニコニコ生放送）2018年8月3日配信分
- AKB48他 TOKYO IDOL FESTIVAL 2018 "SMILE GARDEN" 独占生中継DAY2（ニコニコ生放送）2018年8月4日配信分
- TOKYO IDOL FESTIVAL2018/SKY STAGE生中継DAY3（ニコニコ生放送）2018年8月5日配信分
- 3B junior「Cell Division〜細胞分裂〜」独占生中継（ニコニコ生放送）2018年11月3日配信分

### 雑誌・新聞
- 「巫女さん3Bjunior27人が勢ぞろい！」、『月刊B.L.T. 2月号』Vol.209、東京ニュース通信社、2015年2月24日。
- 「3B junior浅草大歌謡シュー」ライブレポート、『TV Bros.』8.29-9.11、東京ニュース通信社、2015年8月26日。
- 「School Girls Book 2015 capital side」、東京ニュース通信社、2015年10月20日。
- 「3B JUNIORパーフェクトガイド」、『OVERTURE』Vol.005、徳間書店、2016年1月5日。
- 「あのアイドルの素顔に迫る！」、『OVERTURE』Vol.008、徳間書店、2016年9月17日。
- 「総勢26名の特殊部隊"3B junior"」、『TOP Yell』2016.NOV、竹書房、2016年10月6日。
- 「3B junior ユニット座談会」、『TOP Yell NEO』2017 SUMMER、竹書房、2017年6月30日。
- 「3B junior」、『MARQUEE』Vol.122、星雲社、2017年8月10日。
- 「ももクロあーりんエルビス熱唱」、『スポーツ報知』芸能面、2017年8月26日。
- 「両国でソロコンライブももクロあーりん」、『日刊スポーツ』文化・芸能面、2017年8月26日。
- 「Feast of the stars「3B junior」」、『OVERTURE』No.012、徳間書店、2017年9月27日。
- 「3B junior」、『日経エンタテイメント！ アイドル special 2018 冬』、日経BP社、2017年11月29日。
- 「スターダストプラネット公式Special Book」、日経BP社、2018年7月19日。

### バックダンサー
| 日時/会場                                                | タイトル                                                                       |
| -------------------------------------------------------- | ------------------------------------------------------------------------------ |
| 2014年3月15～16日 東京都新宿区・国立競技場               | ももクロ春の一大事 2014 国立競技場大会 ～NEVER ENDING ADVENTURE 夢の向こうへ～ |
| 2014年7月26～27日 神奈川県・横浜国際総合競技場           | ももクロ夏のバカ騒ぎ2014 日産スタジアム大会～桃神祭～                          |
| 2015年7月31日～8月1日 静岡県・エコパスタジアム           | ももいろクローバーZ 桃神祭2015 エコパスタジアム大会                            |
| 2016年2月20～21日 愛知県・ナゴヤドーム                   | MOMOIRO CLOVER Z DOME TREK 2016 “AMARANTHUS/白金の夜明け”                      |
| 2016年2月27日 北海道・札幌ドーム                         | MOMOIRO CLOVER Z DOME TREK 2016 “AMARANTHUS/白金の夜明け”                      |
| 2016年3月12～13日 大阪府・京セラドーム                   | MOMOIRO CLOVER Z DOME TREK 2016 “AMARANTHUS/白金の夜明け”                      |
| 2016年3月26～27日 福岡県・福岡ヤフオクドーム             | MOMOIRO CLOVER Z DOME TREK 2016 “AMARANTHUS/白金の夜明け”                      |
| 2016年4月2～3日 埼玉県・西武プリンスドーム               | MOMOIRO CLOVER Z DOME TREK 2016 “AMARANTHUS/白金の夜明け”                      |
| 2016年9月19日 神奈川県・横浜アリーナ                     | 佐々木彩夏 ソロコンサート「AYAKA-NATION 2016 in 横浜アリーナ」                 |
| 2016年11月13日 神奈川県・横浜アリーナ                    | TEAM SYACHIHOKO THE LIVE ROAD to 笠寺 colors at 横浜アリーナ                   |
| 2016年12月23日 千葉県・幕張メッセ 国際展示場 4･5･6ホール | ももいろクリスマス2016 ～真冬のサンサンサマータイム～                          |
| 2017年3月9日 神奈川県・神奈川県立県民ホール              | 高城れに ソロコンサート「まるごとれにちゃん 2017」                             |
| 2017年3月14日 東京都渋谷区・代々木第一体育館             | COUNT DOWN TV GIRLS FES 2017 佐々木彩夏ライブ                                  |
| 2017年3月29日 東京都文京区・東京ドームシティホール       | ZIP！春フェス 2017 DAY2 チームしゃちほこライブ                                 |
| 2017年8月25日～26日 東京都墨田区・両国国技館             | 佐々木彩夏 ソロコンサート「AYAKA-NATION 2017 in 両国国技館」                   |
| 2018年3月9日 神奈川県・カルッツかわさき                  | 高城れに ソロコンサート「まるごとれにちゃん 2018」                             |
| 2018年6月24日 神奈川県・横浜アリーナ                     | 佐々木彩夏 ソロコンサート「AYAKA-NATION 2018 in 横浜アリーナ」                 |